# Kościół św. Stanisława Kostki w Warszawie

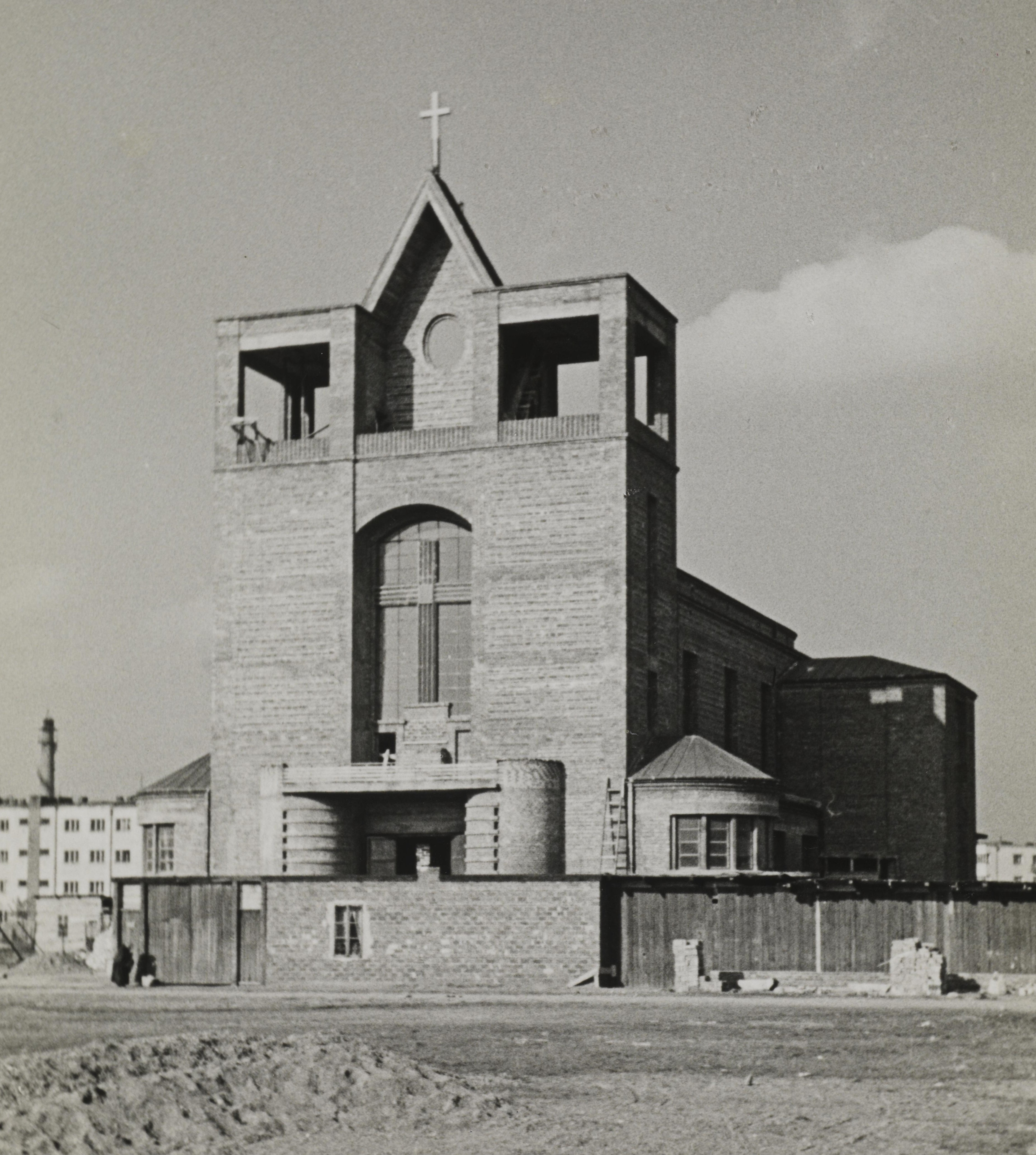
Budowa świątyni w latach 30.

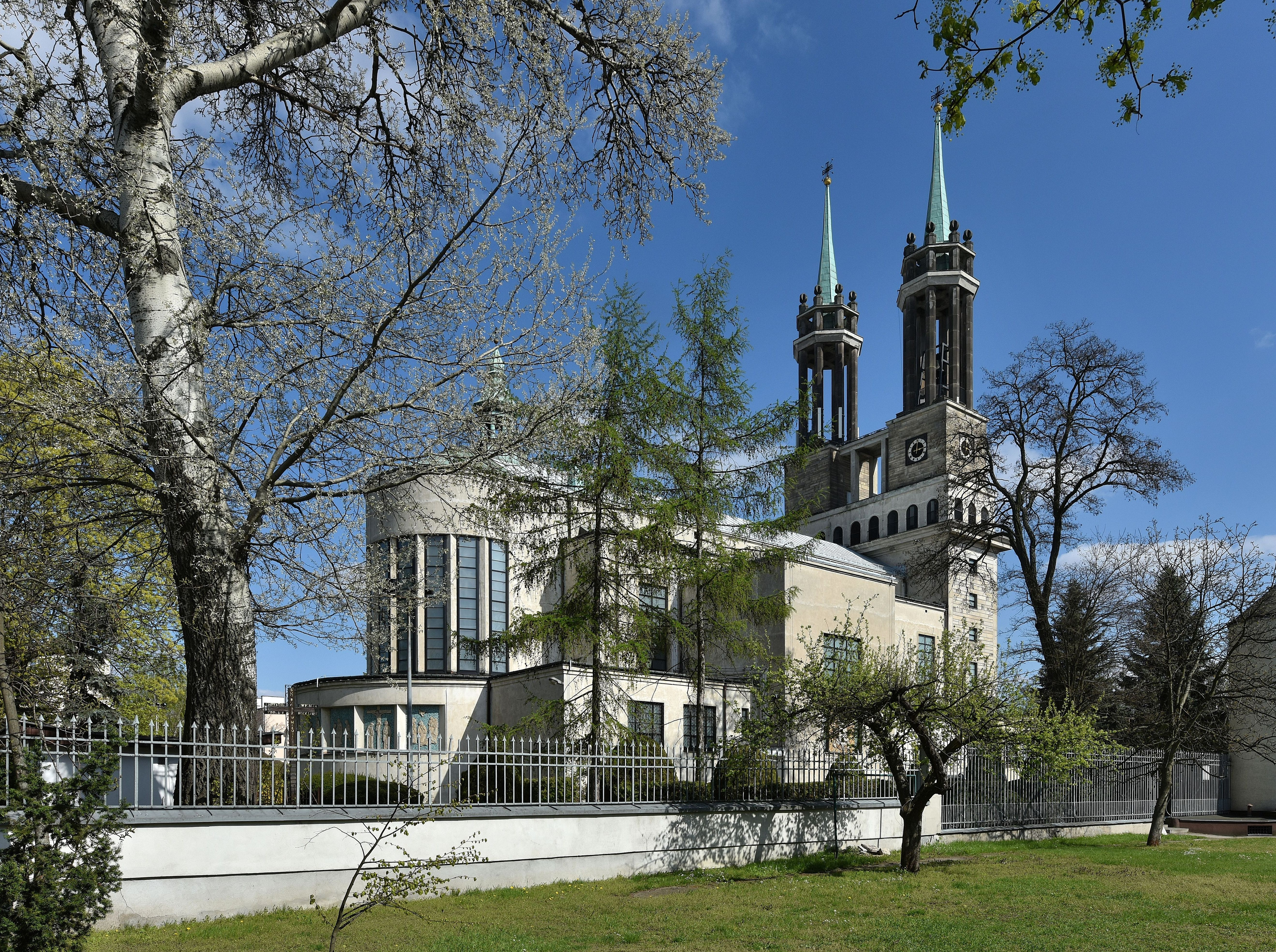
Kościół od strony północno-zachodniej

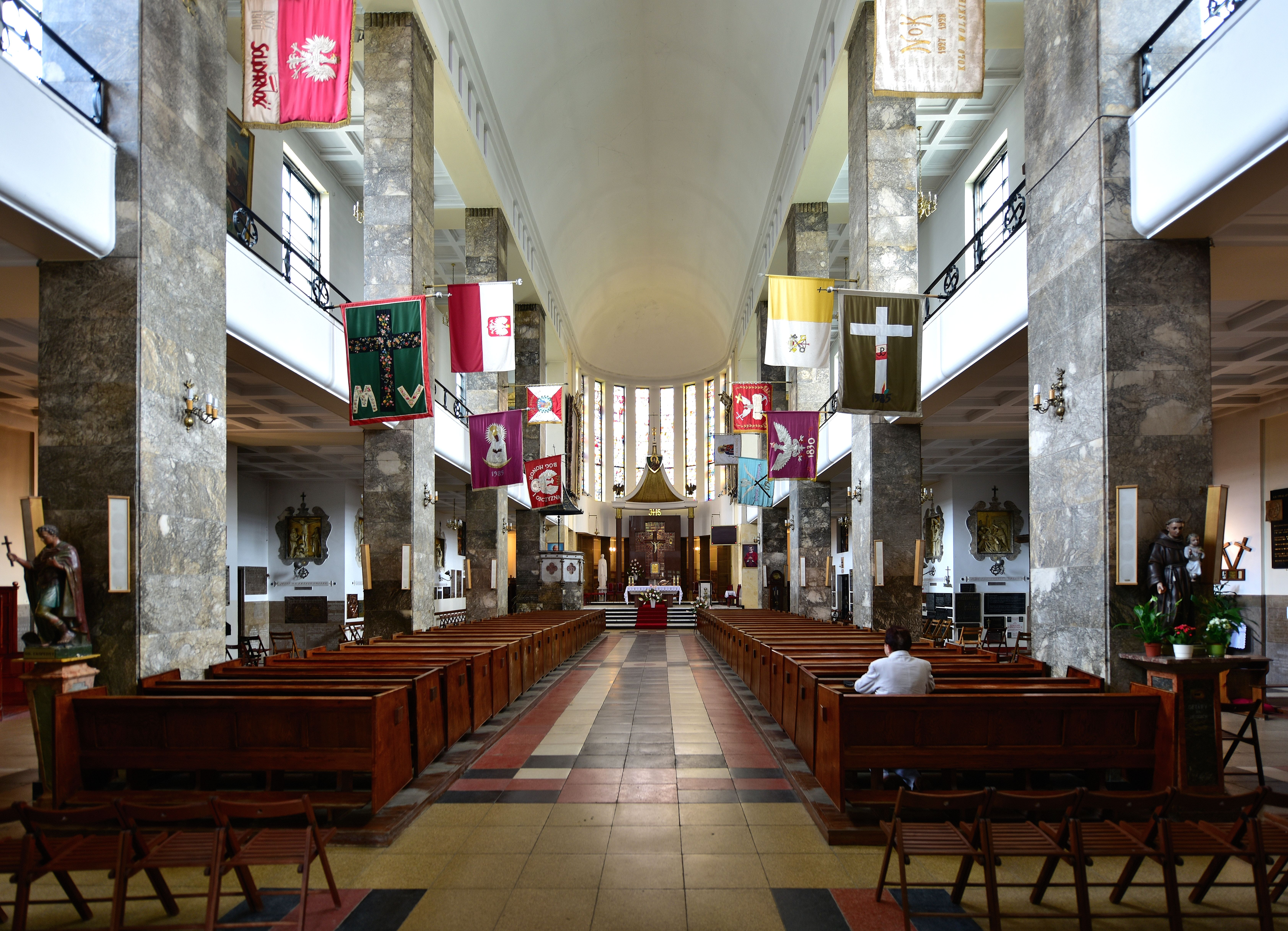
Wnętrze świątyni

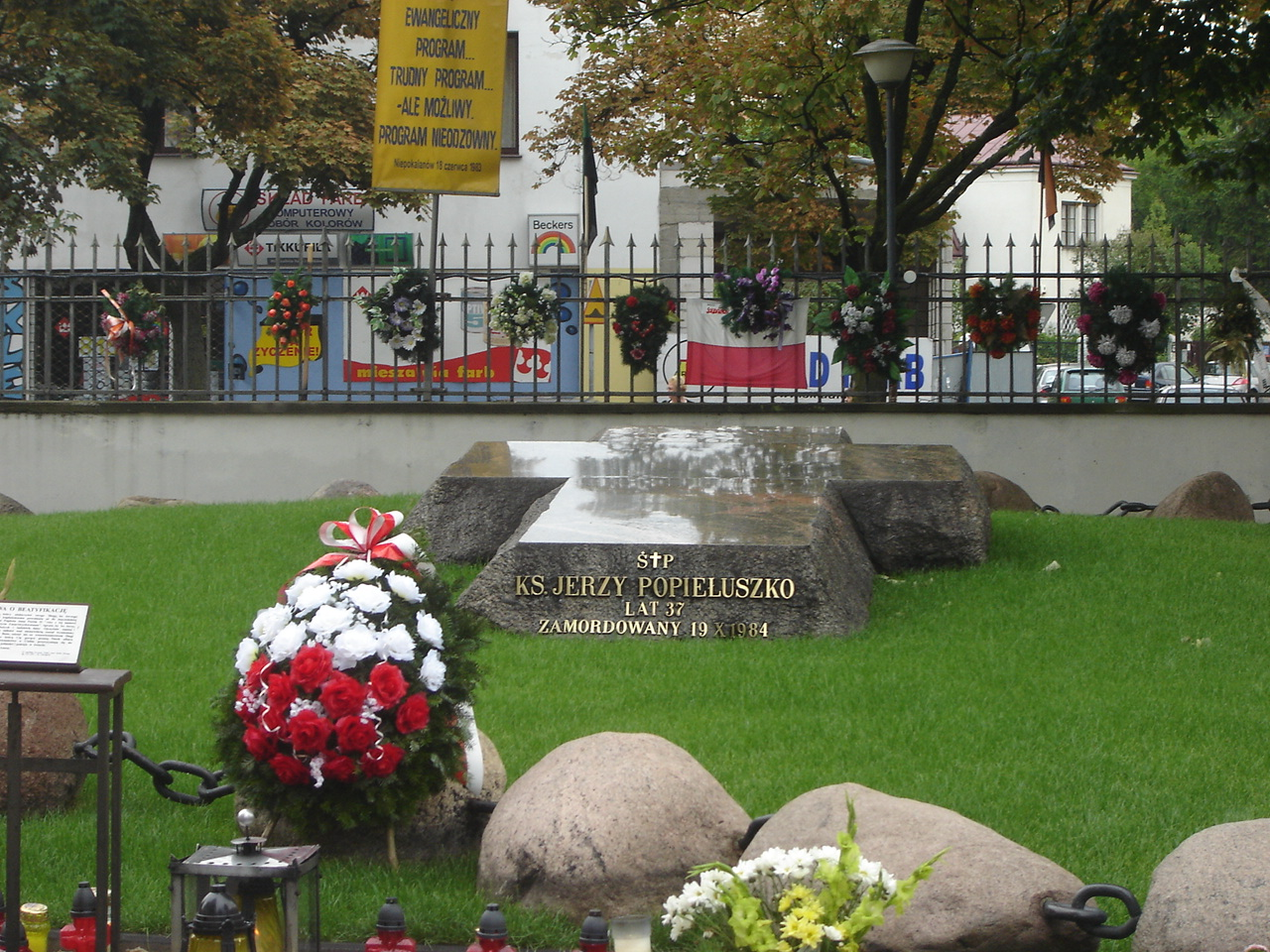
Grób ks. Jerzego Popiełuszki

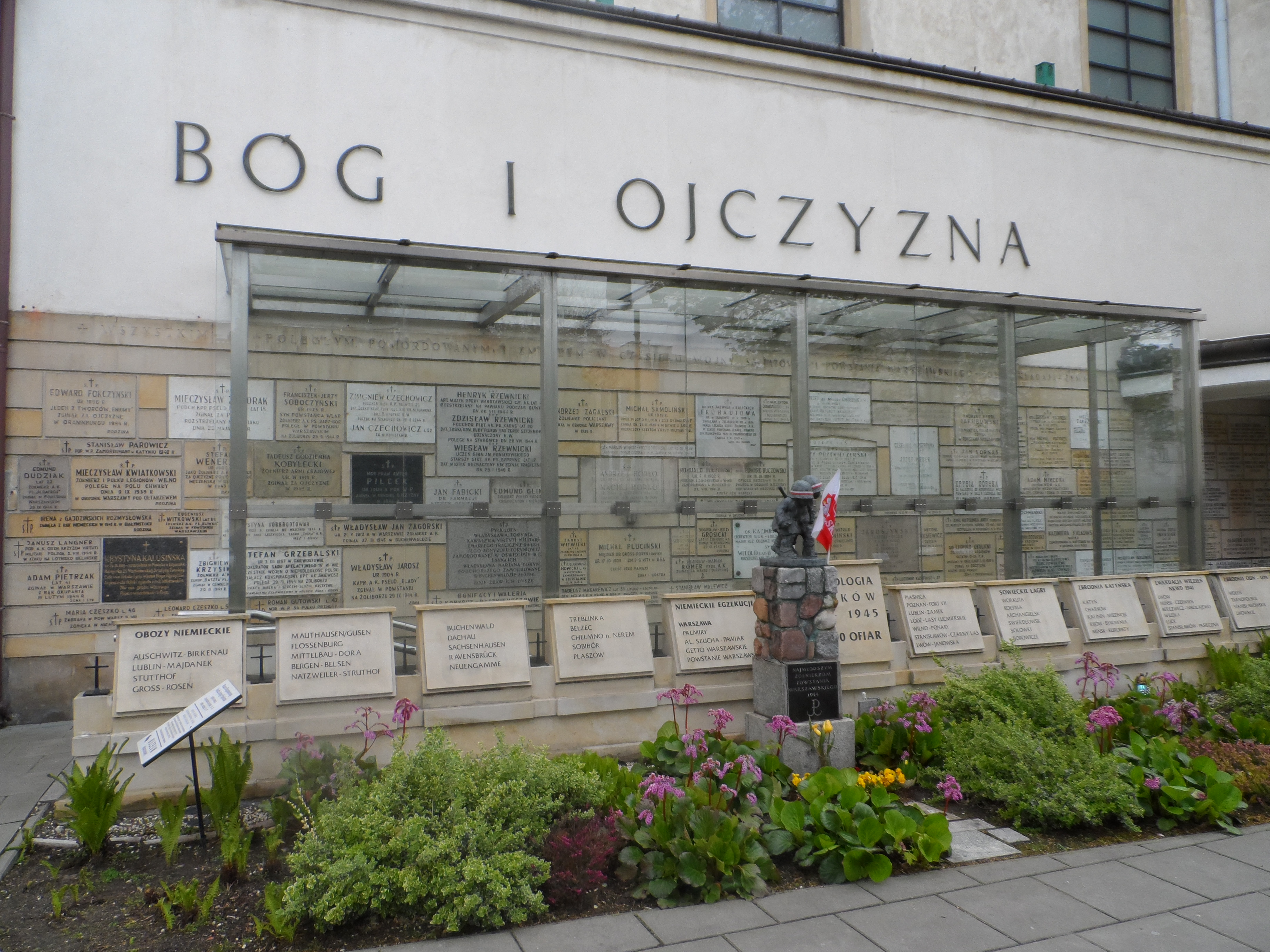
Ściana Poległych oraz pomnik małych powstańców znajdujące się we wschodniej części świątyni

Kościół św. Stanisława Kostki – modernistyczny kościół parafii rzymskokatolickiej św. Stanisława Kostki w Warszawie. 
Świątynia znajduje się przy ul. Hozjusza, w pobliżu placu Thomasa Woodrowa Wilsona.

## Historia

### Budowa kościoła
Kościół św. Stanisława Kostki na warszawskim Żoliborzu został wybudowany w okresie międzywojennym. Według niektórych źródeł fundacja kościoła była związana z obchodami 250. rocznicy odsieczy wiedeńskiej i zwycięstwa Jana III Sobieskiego nad armią Kara Mustafy.
Prace budowlane rozpoczęto w 1930. Poprzedziły je prace melioracyjne związane z osuszaniem terenu, gdyż kościół stanął w pobliżu dawnego koryta strugi Pólkówka. Projektantem świątyni był architekt Łukasz Wolski. 
Podczas obrony Warszawy we wrześniu 1939 świątynia została uszkodzona przez pociski artyleryjskie i bomby lotnicze.
W czasie powstania warszawskiego w podziemiach nieukończonego kościoła znajdował się szpital powstańczy. W czasie walk o Żoliborz kościół został częściowo zniszczony. Po II wojnie światowej wznowiono prace budowlane. Opracowano nowy projekt, którego autorem był Edgar Aleksander Norwerth. 7 września 1963 kościół został konsekrowany przez kardynała Stefana Wyszyńskiego.

### Msze za Ojczyznę
W latach 1974–1987 proboszczem parafii św. Stanisław Kostki był zaangażowany w działalność opozycyjną ksiądz Teofil Bogucki. W latach 1980–1984 rezydentem w parafii był ksiądz Jerzy Popiełuszko, który od października 1980 roku raz w miesiącu wraz z innymi duchownymi z inicjatywy proboszcza parafii odprawiał w kościele św. Stanisława Kostki Msze za Ojczyznę. W latach 1982–1984 liturgie te stały się manifestacjami patriotycznymi i ściągały tłumy ludzi nie tylko z Warszawy, ale i z całej Polski. 
Dwa tygodnie po śmierci księdza Jerzego Popiełuszki, zamordowanego przez funkcjonariuszy komunistycznej Służby Bezpieczeństwa, 3 listopada 1984 w kościele św. Stanisława Kostki odbył się jego uroczysty pogrzeb, który podobnie jak Msze za Ojczyznę ściągnął tysiące wiernych.

### Kościół jubileuszowy
W latach 1999–2001 w związku z ustanowionym przez papieża Jana Pawła II Rokiem Jubileuszowym kościół parafialny św. Stanisława Kostki pełnił funkcję świątyni jubileuszowej. 17 maja 2000 odbyła się tutaj uroczysta msza z udziałem przedstawicieli Episkopatu Polski.
W 2000 dokonano prac remontowych w kościele oraz przebudowano prezbiterium.
Arcybiskup Metropolita Warszawski Kazimierz Nycz w dniu 19 października 2010 podniósł świątynię do rangi Sanktuarium Diecezjalnego Błogosławionego Księdza Jerzego Popiełuszki. Na dni z możliwością uzyskania odpustu zupełnego arcybiskup wyznaczył:
- Dzień imienin Jerzego – 23 kwietnia;
- Rocznice uroczystości beatyfikacyjnej – 6 czerwca;
- Liturgiczne wspomnienie Błogosławionego Jerzego Popiełuszki – 19 października[2].

### Miejsce pielgrzymkowe
Od 1984 świątynia stała się miejscem pielgrzymkowym dla wszystkich, którzy odwiedzają znajdujący się przed frontonem kościoła grób błogosławionego ks. Jerzego Popiełuszki. 14 czerwca 1987 kościół odwiedził w tym celu papież Jan Paweł II. 
19 października 2004 w związku z rocznicą śmierci księdza Jerzego Popiełuszki w kościele św. Stanisława Kostki odbyła się uroczysta msza, w której uczestniczyło ponad 20 tysięcy wiernych. W tym samym czasie w podziemiach kościoła otworzono muzeum poświęcone osobie księdza Jerzego Popiełuszki. W muzeum zgromadzone są pamiątki po kapłanie. Eksponaty są wystawione w kilku salach znajdujących się w podziemiach kościoła. Jedna z sal symbolizuje miejsce zamordowania ks. Jerzego i wrzucenie jego ciała do wody. Na zwiedzających silne wrażenie wywiera wyświetlany film z wydobycia zwłok księdza. W gablocie umieszczonej na ścianie znajduje się ubranie, które miał na sobie w dniu zamordowania, pałka milicyjna, którą był bity oraz sznur, którym skrępowano mu ręce.

W muzeum zgromadzono także sporo pamiątek z życia błogosławionego. Między innymi znajduje się kołyska z jego domu, mnóstwo dokumentów i drobiazgów. W kolejnej sali znajdują się zdjęcia z jego pogrzebu.  
Przy kościele znajdują się także groby byłych proboszczów: Teofila Boguckiego i Zygmunta Malackiego.
Kościół był plenerem zdjęć do filmów biograficznych: Popiełuszko. Wolność jest w nas (2009) oraz Żeby nie było śladów (2021).

## Opis kościoła

### Architektura
Kościół św. Stanisława Kostki w Warszawie to monumentalna dwuwieżowa świątynia zbudowana w stylu modernistycznym z elementami neoromańskimi. Zamysł architekta projektującego obiekt polegał na próbie połączenia w konstrukcji kościoła współczesnej architektury z formami tradycji bazylik wczesnochrześcijańskich. Wnętrze kościoła jest trzynawowe, z dwiema dużymi kaplicami – Matki Bożej i Serca Pana Jezusa. Wokół prezbiterium znajduje się obejście, a nad ołtarzem głównym baldachim.

### Wnętrze
Wystrój wnętrza tworzy spójną całość i w swojej kompozycji nawiązuje do dewizy życiowej wieloletniego proboszcza parafii św. Stanisława Kostki w Warszawie księdza Teofila Boguckiego – Bóg i Ojczyzna. Ściany naw świątyni są wypełnione wieloma tablicami pamiątkowymi. Witraże w prezbiterium przedstawiają skrótowo historię Polski i Kościoła katolickiego w Polsce. Nawa główna udekorowana jest sztandarami symbolizującymi dzieje walki o niezawisłość państwa polskiego.
We wnętrzu kościoła znajdują się dwa siedemnastowieczne obrazy śląskiego malarza Michaela Leopolda Willmanna (Św. Paweł oraz Męczeństwo św. Piotra) oraz rzeźba Anioł Zmartwychwstania autorstwa Bolesława Syrewicza z 1869 roku. W świątyni zainstalowane są ponadto organy zbudowane przez organmistrza Wacława Biernackiego w 1928.